# معركة سانتا كروث دي تينيريفه (1657)
كانت معركة سانتا كروث دي تينيريفه عملية عسكرية ضمن الحرب الإنكليزية الإسبانية (1654-1660) وقعت في 20 أبريل 1657. توغل أسطول إنكليزي بقيادة الأميرال روبرت بليك في ميناء سانتا كروث دي تينيريفه المحصن بشدة في جزر الكناري الإسبانية وهاجموا أسطولهم الذي يحمل كنزًا. كان الكنز قد وصل للبر الآمن مسبقًا لكن الإنكليز تشابكوا مع حصون الميناء والسفن الإسبانية، التي غرق الكثير منها، أما الباقي فقد حُرق. حقق بليك هدفه، ثم انسحب دون خسارة سفينة واحدة.

## تمهيد
قررت إنكلترا، في زمن حكومة الوصاية برئاسة أوليفر كرومويل، أن تدعم فرنسا في حربها ضد الإمبراطورية الإسبانية عام 1654. كان هذا التدخل مدفوعًا غالبًا بآمال الحصول على غنائم الحرب من خلال غزو الممتلكات الإسبانية في الهند الغربية. أُعلنت الحرب صراحةً في أكتوبر عام 1655 وأُقرِّت حين اجتمع برلمان حكومة الوصاية الثاني في العام التالي. فشلت المحاولة الإنكليزية للاستيلاء على مستعمرة سانتو دومنغو، لكن عند تلك النقطة حوّل الإنكليز انتباههم نحو أوروبا. أصبح حصار قادس أحد المشاريع الأساسية، إذ إن قادس لم تخضع من قبل لأمر مشابه. وجب على روبرت بليك أن يتولى زمام الأمور، وأن يتأقلم مع الطرق التي استعملها في مواجهاته السابقة مع القراصنة الهولنديين والبربريين.
أبقى بليك الأسطول في البحر طوال الشتاء في سبيل الإبقاء على الحصار. دُمرت قافلة إسبانية خلال هذه الفترة من قِبل قباطنة بليك، وهو ريتشارد ستينير. أُرسلت ست سفن إنكليزية أخرى كتعزيزات قبالة نهاية عام 1656، من ضمنها سفينة جورج التي أصبحت سفينة بليك الرائدة. في فبراير 1657، وردت لبليك استخبارات تقول إن القافلة القادمة من المكسيك تشق طريقها عبر المحيط الأطلسي. على الرغم أن قادته أرادوا البحث عن السفن الشراعية الإسبانية مباشرة، رفض بليك تفريق قواته وانتظر حتى وصول سفن التزود بالمؤن الغذائية من إنكلترا لإعادة تموين أسطوله في نهاية شهر مارس. أبحر بليك بعد هذا (بسفينتين فقط ليراقب قادس) من خليج قادس في 13 أبريل 1657 ليهاجم الأسطول المحصن، والذي رسا في سانتا كروث دي تينيريفه في جزر الكناري بانتظار المرافقة الإسبانية.
وصل أسطول بليك سانتا كروث في 19 أبريل. تقع سانتا كروث في خليج عميق مسنن، وكان الميناء محميًا من قِبل قلعة سان كريستوبال، المسلحة بأربعين مدفعًا وعدد من الحصون المتصلة بخط ثلاثي من المتاريس ليحمي الفرسان. في عميلة مشابهة لغزو القراصنة البربريين لبورتو فارينا في تونس عام 1655، خطط بليك لإرسال اثنتا عشرة سفينة حربية بقيادة الأميرال البحري ستينير على متن سفينة سبيكر لمهاجمة السفن البحرية بينما تبع السفينة جورج مع بقية الأسطول لقصف دفاعات الشاطئ.

## المعركة
بدأ الهجوم في تمام الساعة التاسعة صباحًا في 20 أبريل (حسب التقويم الرومي الذي كان لا يزال معمولًا به في إنكلترا وقتذاك؛ و30 أبريل حسب التقويم الميلادي). ناورت فرقة ستينير السفن الإسبانية، وقد حمت السفن الإنكليزية لدرجة ما من نيران القلعة والحصون. لم تطلق أي من السفن الإنكليزية نيرانها حتى انتقلوا إلى مواقعهم وألقوا المرساة. أبحرت سفن بليك الحربية الأقوى إلى داخل الميناء وقصفت دفاعات الشاطئ، بينما هاجمت السفن الحربية السفن الشراعية. أمر بليك أنه لن تُأخذ أي غنائم؛ في حين دُمر الأسطول الإسباني بالكامل. وقف معظم الأسطول الإسباني، المكون من تجار مسلحين بأسلحة خفيفة، عاجزًا أمام القصف السريع من مدفعية سفن ستينير الحربية الأكثر تفوقًا. حاربت السفينتان الشراعيتان لعدة ساعات. دمرت فرقة بليك المتاريس والحصون الصغيرة؛ وعمل الدخان المنبعث من إطلاق النار والسفن المحترقة لصالح الإنكليز من خلال حجب سفنهم عن الدفاعات الإسبانية.
قرابة وقت الظهيرة، تعرضت السفينة الإسبانية الرائدة للأميرال دون دييجو دي إيجوس لنيران كثيرة، ودُمرت بعد ذلك بمدة وجيزة حين انفجر مستودع البارود فيها. ركب البحارة الإنكليز القوارب باتجاه السفن الإسبانية وأضرموا النيران فيها. عند حوالي الساعة الثالثة بعد الظهر، كانت جميع السفن الإسبانية الستة عشر في الميناء إما غرقت أو احترقت أو استسلمت. وفقًا لروايات أخرى، نجا اثنا عشر تاجرًا إسبانيًا من الهجوم. خلافًا للأوامر، أخذت سفينة سويفتشور وأربع سفن حربية أخرى غنائم السفن الإسبانية المستسلمة وحاولوا سحبهم خارج الميناء. أصدر بليك أوامر قاطعة بأن الغنائم ينبغي أن تُحرق. وجب عليه أن يعيد أوامره ثلاث مرات أن قبل أن يتلقى الطاعة من القباطنة المترددين. 
بعد أن نجح بتحقيق هدفه بتدمير السفن الإسبانية، كان على الأسطول مواجهة مهمة خطرة بالانسحاب من ميناء سانتا كروث دي تحت إطلاق النيران المستمر من الحصون. وفقًا لبعض الروايات، تحولت الرياح فجأة من الشمال الشرقي إلى الجنوب الغربي في الوقت المناسب تمامًا لنقل سفن بليك خارج المينا؛ ومع ذلك، فإن هذه القصة تستند على الأرجح إلى سوء فهم للرواية متعلق بأحوال الطقس العامة في الرحلة ككل. شق الأسطول الإنكليزي طريقه خارج الميناء إلى البحر المفتوح عن طريق الاعوجاج أو الجذب على حبال المرساة، وهو تكتيك ابتكره بليك خلال الغارة على بورتو فارينا. تضررت السفينة الإنكليزية سبيكر، التي كانت أول سفينة تدخل الميناء والأخيرة التي تغادره، لكن لم تتدمر أي سفينة إنكليزية في المعركة.

## النتائج
حُملت الكنوز الإسبانية من المكسيك وأُمنت على الشاطئ. لم يكن بليك قادرًا على حجزها لكنها كانت أيَضًا غير متاحة مؤقتًا للحكومة في مدريد. اعتُبرت المعركة في التاريخ الإنكليزي كانتصار كبير وأحد مآثر بليك الكبرى؛ الذي توغل في ميناء شديد التحصين وحرق اثنتا عشرة سفينة إسبانية واستولى على خمسة أُحرقت لاحقًا. عانت قوات بليك من 48 قتيلًا و140 جريحًا.
وصلت أخبار المعركة إلى إنكلترا في الشهر التالي. تمت المبالغة فيها كانتصار على 16 سفينة شراعية. في 28 مايو، صوّت البرلمان على مكافأة لبليك بجوهرة قيمتها 500 جنيه، والتي كانت معادِلة للمكافأة التي أُعطيت للجنرال توماس فيرفاكس لانتصاره في ناسبي في 1645. مُنح ستينير رتبة فارس من قِبل أوليفر كرومويل. تلقى بليك أوامر بالعودة للوطن في يونيو. قام برحلة أخرى إلى سالي في المغرب، حيث نجح في توقيع معاهدة لتأمين إطلاق سراح العبيد الإنكليز. عاد إلى قادس في منتصف يوليو وسلم قيادة الفيلق إلى قبطانه جون ستوكاس. أبحر بليك نحو إنكلترا بالأحد عشر سفينة التي تحتاج إلى الإصلاح بشدة، تاركًا تسع عشرة سفينة للإبقاء على الحصار. ومع ذلك، كانت صحة بليك في انخفاض تام. تعرض لجهود خلال سنوات من حملته، وتوفي على متن سفينته الرائدة جورج في 7 أغسطس 1657 بينما اقترب أسطوله من بليموث ساوند.
عزز هذا الانتصار صورة البحرية الإنكليزية بقيادة كرومويل في جميع أنحاء أوروبا. استُولي على بعض من حصون سانتا كروث عندما حُجز على سفينة هولندية مرشية بينما كانت تحاول كسر الحصار عن قادس.
في نهاية المطاف، نقل إيجوس وسينيسو الكنز إلى إسبانيا في 28 مارس 1658 (حسب التقويم الميلادي). هنأهم الملك فليب على ما اعتبرته إسبانيا انتصارًا ومنحهم مكافآت قدرها 2000 و1500 دوكيت على التوالي.

## السفن المشاركة
كان أسطول بليك يتألف من 22 سفينة، هي:
- بريدجواتر
- بريستول
- سينرتيون
- كولتشستر
- كونفرت
- فيرفاكس
- فوريسايت
- جورج
- هامبشير
- جيرسي
- لانغبورت
- ليم
- مايدستون
- مانتوتش
- نيوبري
- نيوكاستل
- بليموث
- سبيكر
- سويفتشور
- يونيكورن
- وينسبي
- ورسيستر

تألف الأسطول الإسباني من سفينتين، هما:
- خيسيوس مارينا، بقيادة د. دييغو دي إيجوس
- كونسبكيون، بقيادة د. خوسيه كونتينو